# Andrzej Księżny
Andrzej Stanisław Księżny (ur. 25 sierpnia 1953) – polski urzędnik państwowy i menedżer, w latach 1995–1997 podsekretarz stanu w Ministerstwie Łączności.

## Życiorys
Ukończył studia na Wydziale Metrologii Elektrycznej i Elektronicznej Politechniki Ślaskiej, kształcił się podyplomowo w zakresie handlu zagranicznego w Szkole Głównej Planowania i Statystyki w Warszawie. Pracował m.in. jako dyrektor gabinetu ministra w Komitecie ds. Młodzieży, Turystyki i Sportu, wiceprezes Państwowej Agencji Radiokomunikacyjnej, a później dyrektor Departamentu Współpracy z Zagranicą w Ministerstwie Łączności.
Związał się z Sojuszem Lewicy Demokratycznej. Od 1995 do 1997 pełnił funkcję podsekretarza stanu w Ministerstwie Łączności, odpowiedzialnego za restrukturyzację, prywatyzację oraz rozwój radiofonii. Później zajął się działalnością biznesową, został m.in. członkiem rady nadzorczej BRE Banku, doradcą biznesowym i członkiem zarządów przedsiębiorstw, a także wspólnikiem firmy Interbrok Investment. W związku z działalnością w ostatniej spółce w 2012 prawomocnie skazano go na 2,5 roku więzienia oraz karę grzywny za wyrządzenie szkód klientom i działanie bez licencji.